# والریا گولینو
والریا گولینو (ایتالیایی: Valeria Golino؛ زادهٔ ۲۲ اکتبر ۱۹۶۵) بازیگر، مانکن و کارگردان اهل ایتالیا است.
از فیلم‌هایی که وی در آن نقش داشته‌است، می‌توان به عسل، فریدا، مرد بارانی، ترک لاس وگاس، سال اسلحه، معشوق جاودان، زبر و زرنگ‌ها! قسمت دوم، ترس و عشق، پرتره یک بانو در آتش، مدرسه تمام شد، تحت درمان، تخته سنگ تمیز، قرار ملاقات دو ناشناس، داوران اسپانیایی و چیزهایی که فقط با نگاه کردن می‌توانید به او بگویید اشاره کرد.